# تاكيرو أوكادا
تاكيرو أوكادا (باليابانية: 岡田 武瑠) (31 أغسطس 1994 في كوبه في اليابان – )؛ هو لاعب كرة قدم كان يلعب كلاعب وسط.

## وصلات خارجية
- تاكيرو أوكادا على موقع رابطة كرة القدم اليابانية للمحترفين (اليابانية)
- تاكيرو أوكادا على موقع قاعدة بيانات كرة القدم.إي يو (الإنجليزية)
- تاكيرو أوكادا على موقع Soccerway.com (الإنجليزية)
- تاكيرو أوكادا على موقع عالم كرة القدم.نت (الإنجليزية)